# Duomo dell'Aquila
Il duomo dell'Aquila, il cui nome ufficiale è quello di cattedrale metropolitana dei Santi Massimo e Giorgio, è il principale luogo di culto dell'Aquila, sede vescovile dell'omonima arcidiocesi metropolitana.
Edificata nel XIII secolo, venne gravemente danneggiata dal terremoto del 1703 per essere successivamente restaurata nel XIX e nel XX secolo. Nel 1902 è stata inserita nell'elenco dei monumenti nazionali italiani poi ratificato con un Regio Decreto nel 1940.
Gravemente danneggiata dal terremoto del 2009, è attualmente inagibile. Le funzioni di cattedrale sono state temporaneamente svolte, fino all'agosto 2013, dalla basilica di Santa Maria di Collemaggio − poi anch'essa chiusa al pubblico per lavori di ristrutturazione − e successivamente dalla basilica minore di San Giuseppe Artigiano, a pochi passi dal Duomo e riaperta al culto nel 2012. I lavori di ricostruzione e restauro del duomo sono iniziati il 27 febbraio 2023.

## Storia
L'edificazione della chiesa è legata alle vicende della fondazione della città e, più precisamente, alla nascita dell'arcidiocesi dell'Aquila avvenuta ufficialmente il 20 febbraio 1257 con il trasferimento dalla precedente sede di Forcona sancito da Papa Alessandro IV. In quell'occasione la cittadinanza chiese ed ottenne il titolo di cattedrale per una chiesa dedicata ai santi Massimo e Giorgio già presente o in costruzione dal 1256. Rimangono incerte le cause della doppia intitolazione, pur essendo San Massimo patrono della preesistente diocesi di Forcona e San Giorgio il nome di una chiesa probabilmente già presente all'epoca della prima fondazione, e l'ubicazione dell'edificio originario. Dopo la distruzione della città nel 1259, la chiesa venne ricostruita nella piazza del Duomo, dove si trova tuttora.
L'edificio venne poi nuovamente ricostruito in seguito al terremoto del 1315, il primo della storia aquilana, ed in quell'occasione venne anche aggiunto un rivestimento in conci di pietra; tuttavia l'impianto strutturale duecentesco, a tre navate con abside e transetto, rimase immutato sino al crollo del 1703. Nel 1414, nonostante le resistenze dei cittadini di Bagno che le custodivano, vennero trasferite in cattedrale le spoglie di san Massimo, mentre nel 1461 e nel 1480 la chiesa venne profondamente restaurata mediante la costruzione della scalinata sulla piazza delle cappelle laterali e, soprattutto, del sepolcro del cardinale Amico Agnifili ad opera di Silvestro dell'Aquila. Altri lavori vennero poi compiuti nel XVI secolo, con l'innalzamento della torre campanaria ad opera di Girolamo Pico Fonticulano e la sopraelevazione della copertura, e nel XVII secolo, con la costruzione del presbiterio e l'edificazione di nuove cappelle.
Il terremoto del 1703 distrusse completamente il duomo, della cui costruzione originaria rimane solamente il fianco settentrionale, parallelo alla via Roio, ed alcune decorazioni interne. L'ennesima ricostruzione della chiesa fu assai difficoltosa e si prolungò per circa settant'anni non senza controversie, alcune delle quali riguardarono la costruenda chiesa delle Anime Sante che scalfì per sempre l'egemonia della cattedrale sulla piazza del Duomo.
I lavori, affidati all'architetto romano Sebastiano Cipriani cominciarono nel 1711 e riguardarono inizialmente la sola parte dell'abside e del transetto, riconsacrata e quindi resa accessibile al pubblico nel 1734. I lavori sulla parte anteriore furono ancora più lunghi e la chiesa poté riaprire solo nel 1780. In realtà gli interventi riguardarono solo l'interno dell'edificio; la facciata rimase per lungo tempo incompiuta e la grande cupola, prevista dal Cipriani, non venne mai realizzata.
Nel 1851 si decise di riedificare il prospetto principale per adeguarlo al nuovo stile neoclassico; il progetto venne redatto questa volta da Giambattista Benedetti ma i lavori non ebbero miglior fortuna dei precedenti e, sospesi nel 1860 per i moti risorgimentali, si limitarono alla sola parte inferiore; la restante parte, comprese le due torri campanarie, fu aggiunta nel 1928, come si legge da una grande incisione in numeri romani posta sulla balaustra del coronamento.
Nuovi gravissimi danneggiamenti si sono avuti con il terremoto del 2009 che ha fatto registrare lesioni sulle pareti portanti e in facciata oltre a vari crolli nell'area del transetto. Le operazioni di restauro del monumento hanno un costo totale stimato di 14.500.000 euro ed un tempo di lavoro di 5 anni; nel dicembre 2009 le funzioni di cattedrale sono state trasferite alla basilica di Santa Maria di Collemaggio. L'avvio dei lavori di ricostruzione e restauro dell'edificio, dopo un lungo iter progettuale, è avvenuto il 28 febbraio 2023; essi hanno un costo previsto di 37 milioni di euro, per una durata di cinque anni.

## Descrizione

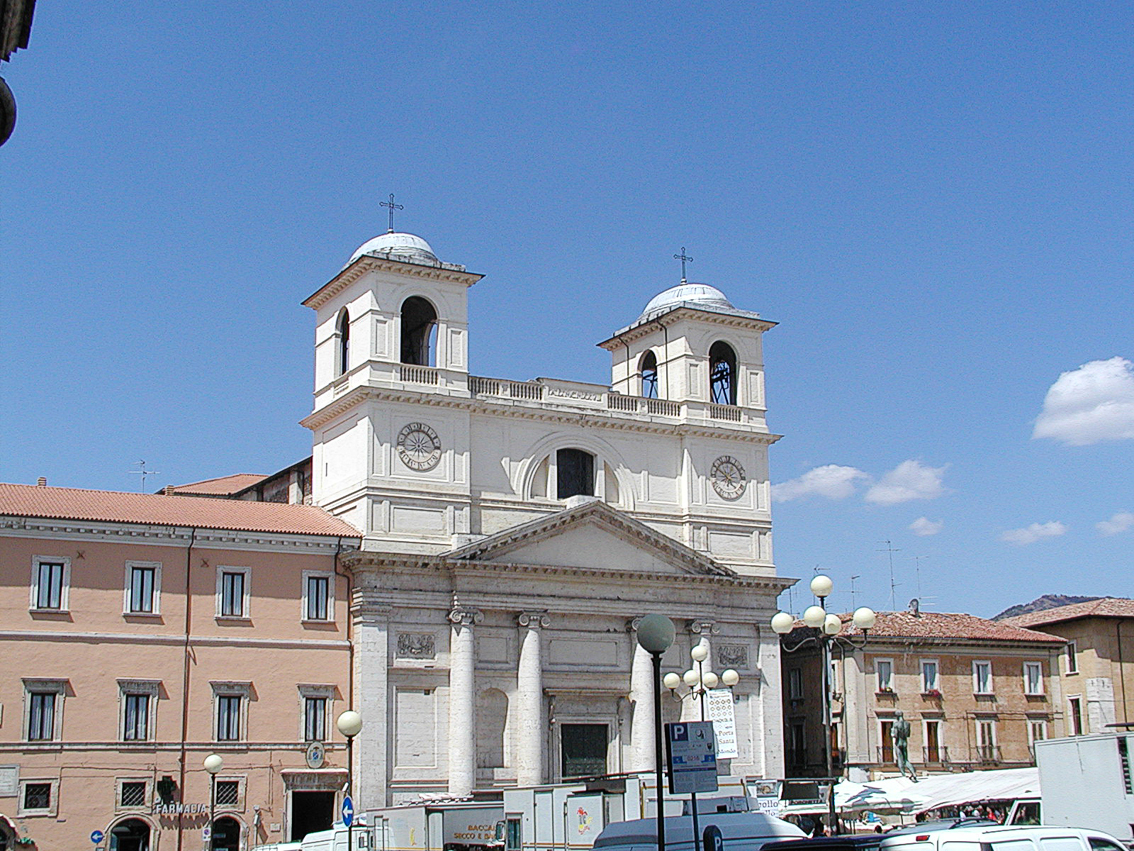
La facciata della cattedrale in piazza del Duomo nel 2007.

La cattedrale è situata ai piedi di piazza del Duomo, la maggiore delle piazze aquilane, cuore del potere religioso; adiacente alla chiesa è infatti il palazzo arcivescovile, sede dell'arcidiocesi dell'Aquila, mentre a poca distanza è la chiesa delle Anime Sante. Frontalmente all'edificio è anche la fontana vecchia.

### Facciata
L'architettura della facciata della cattedrale è variata nel tempo in virtù dei crolli, dovuti per lo più a terremoti, e dei numerosi rifacimenti, passando dall'originale a capanna con tre rosoni alla versione ottocentesca con portico a tutto sesto sino al disegno odierno in stile neoclassico, costruito tra la fine del XIX e l'inizio del XX secolo.
La parte inferiore, che presenta un solo ordine di colonne ioniche, è opera di Giambattista Benedetti e venne costruita a partire dal 1851 demolendo la precedente facciata; il frontone sulla trabeazione venne probabilmente aggiunto su richiesta dell'arcivescovo Luigi Filippi prima della sospensione forzata dei lavori nel 1860. Al 1928 si deve invece la parte superiore con l'aggiunta di due torri campanarie sulla falsariga di un modello già utilizzato in San Marco, la tripartizione del prospetto mediante paraste e il portale in rame. Le due torri contengono inoltre due meridiane, mentre la balaustra che le collega presenta una targa con inciso MCMXXVIII, ovvero l'anno di completamento della facciata. Al centro è presente un finto semioculo in cui è inserita una finestra che provvede ad illuminare l'interno. Il rivestimento è stato realizzato ad intonaco cementizio invece che in conci di pietra, come avrebbe voluto il progetto del Benedetti.

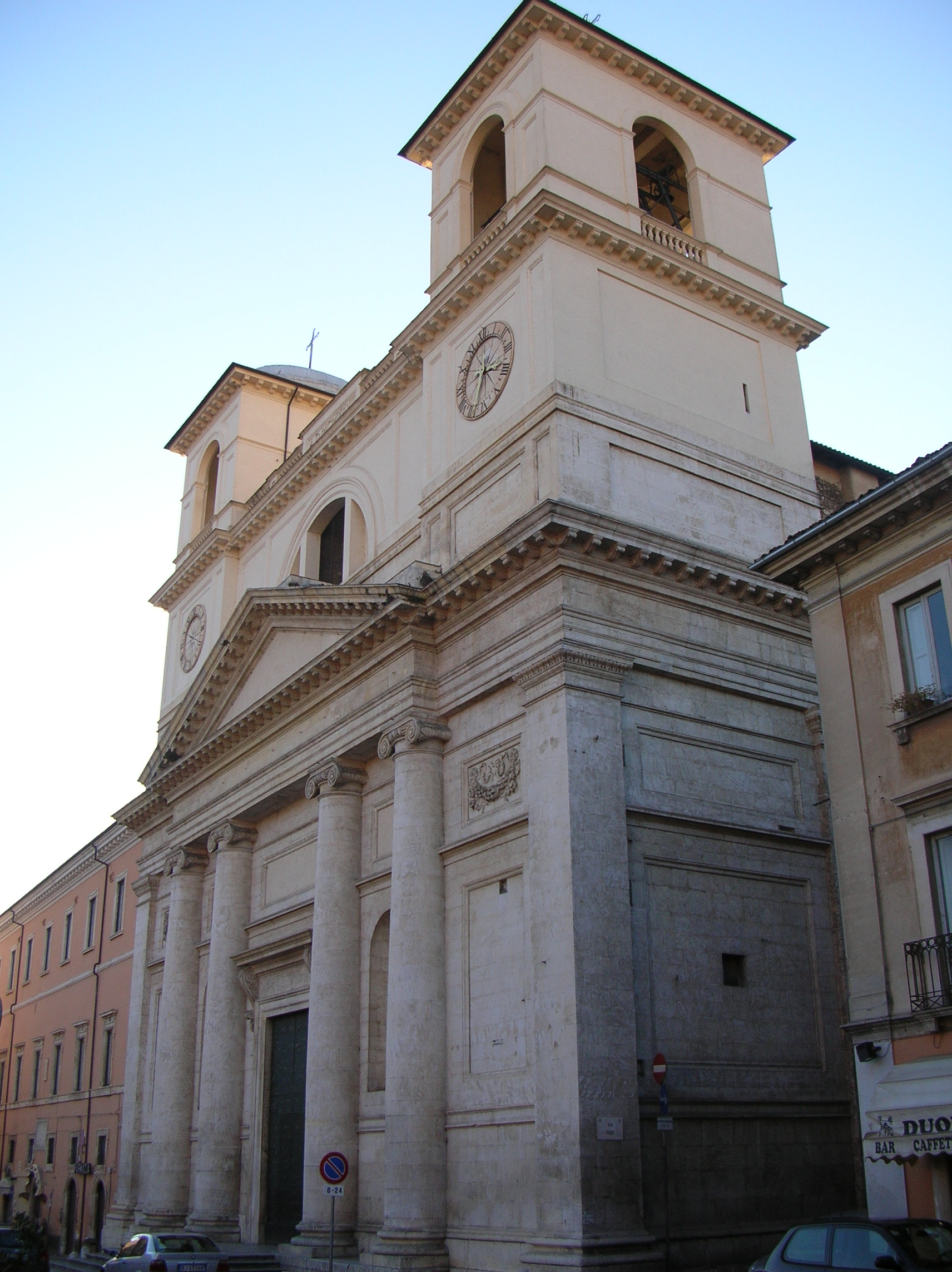
Particolare della facciata
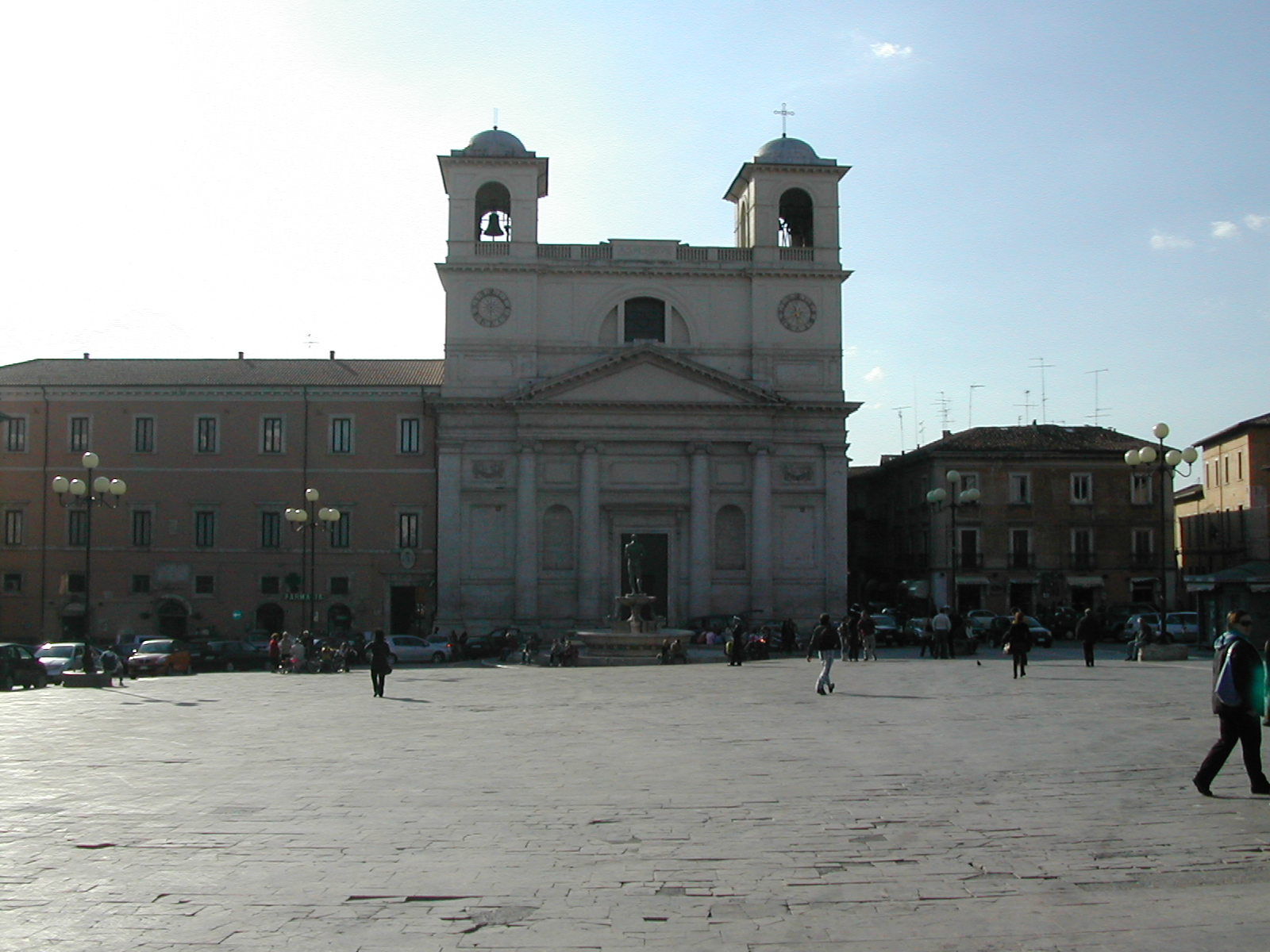
La cattedrale vista da piazza Duomo

### Interno

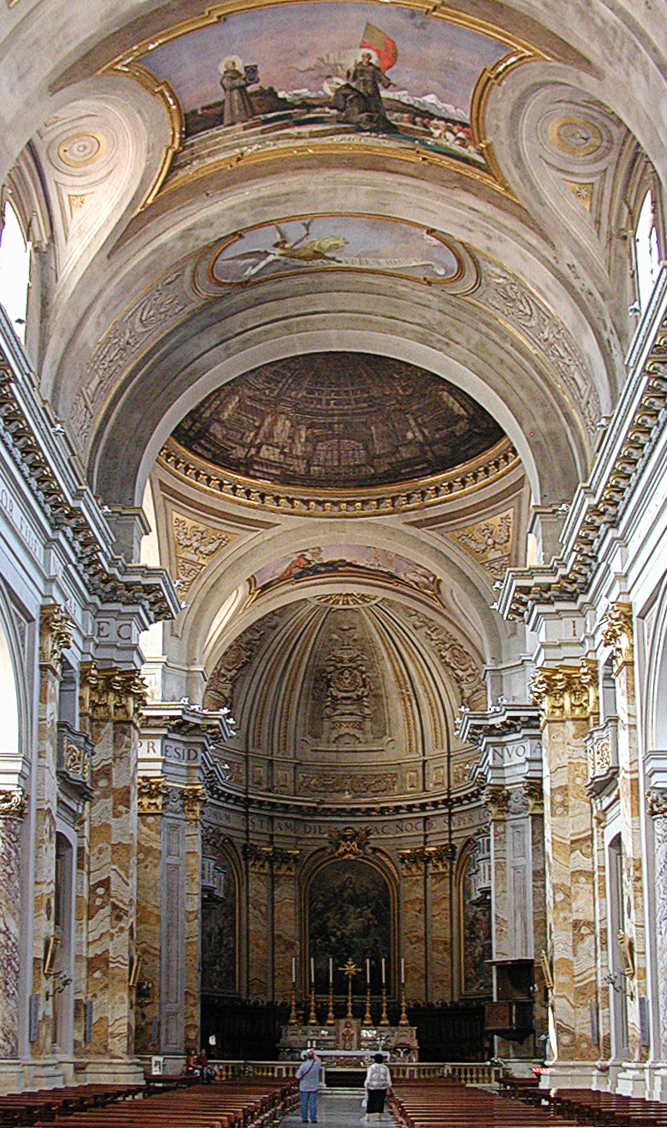
L'interno nel 2007

L'interno, realizzato tra il 1711 ed il 1780 in stile barocco, è ampio e luminoso con pianta a croce latina; è strutturato su di un'unica navata centrale lunga oltre 70 metri affiancata da cappelle laterali comunicanti tra loro.
A destra dell'ingresso è il sepolcro del cardinale Amico Agnifili, realizzato nel 1480 da Silvestro dell'Aquila, ricostruito dopo il terremoto del 1703 e costituito dalla sola urna con l'immagine del defunto e il relativo basamento; alcuni pezzi che lo componevano sono stati trasferiti, come la Madonna con bambino, attualmente nella lunetta del portale di San Marciano. A sinistra è invece il fonte battesimale realizzata nel XV secolo da Giovanni de' Rettori.
Tra i dipinti si ricordano la Disputa di Gesù tra i dottori (XV-XVI secolo) di Francesco da Montereale, la Presentazione di Maria al tempio di Baccio Ciarpi e il San Carlo fra gli appestati (1888) di Teofilo Patini. All'incrocio tra la navata e il transetto è un dipinto raffigurante una cupola in prospettiva, opera di Venanzio Mascitelli, mentre sull'altare maggiore vi è la Madonna fra i santi Massimo e Giorgio di Girolamo Cenatiempo. Nella volta della navata è infine un affresco ottocentesco raffigurante i patroni della città: san Massimo, san Bernardino da Siena, san Pietro Celestino e sant'Equizio abate.

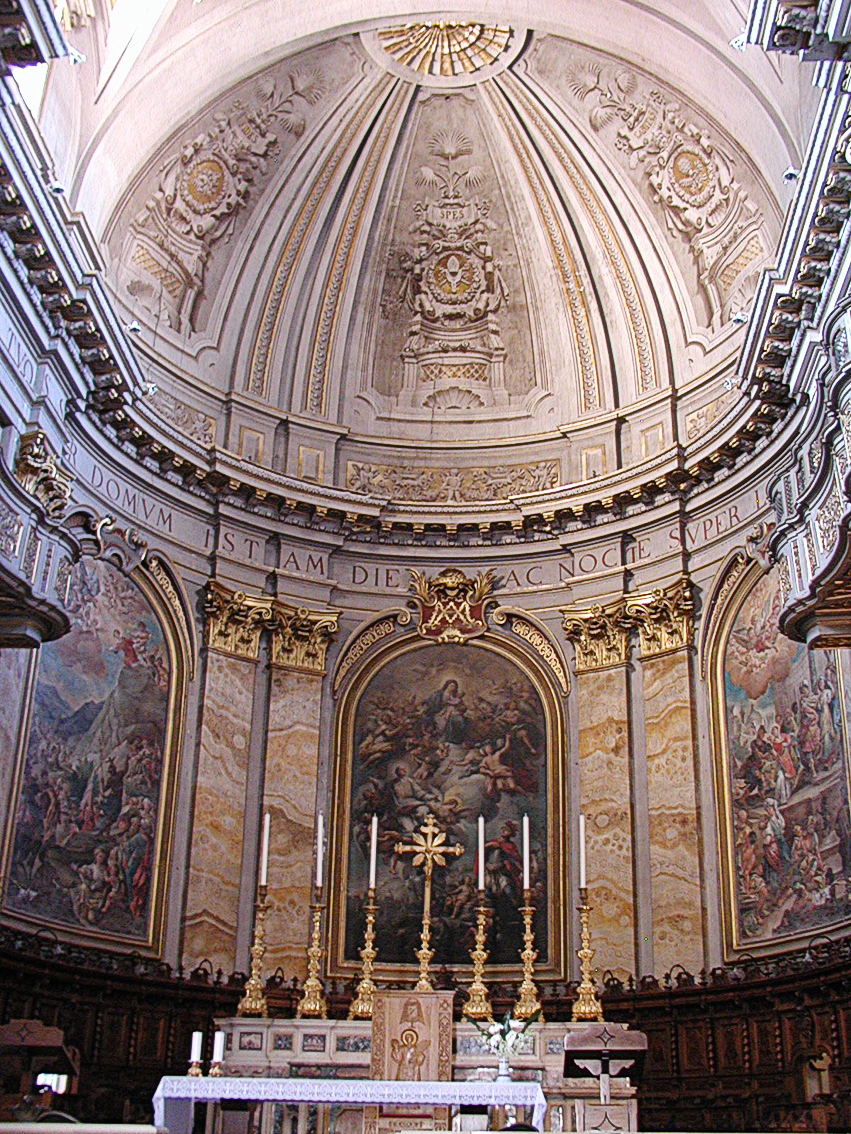
Particolare dell'abside nel 2007
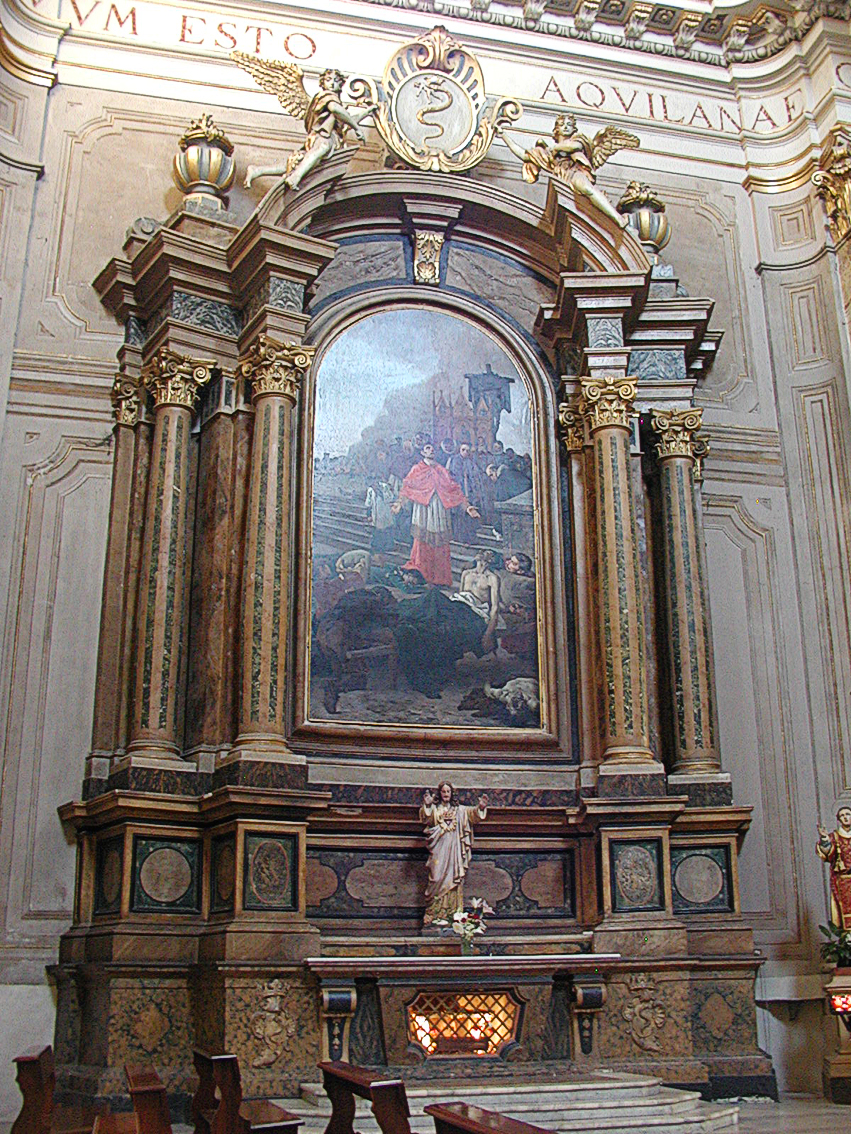
L'altare laterale con la tela del Patini raffigurante San Carlo fra gli appestati

## Vecchia cattedrale di San Massimo a Forcona

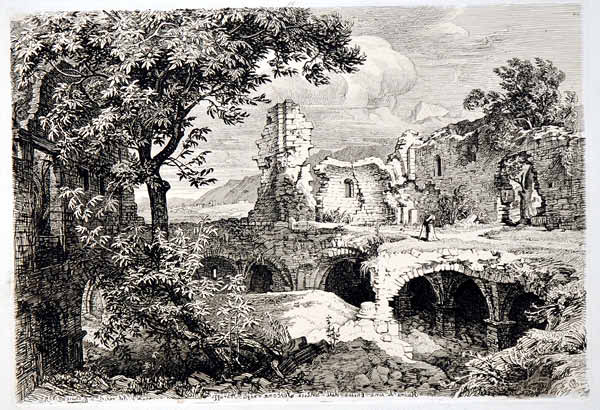
Resti della cattedrale di Forcona in un dipinto di George H. Busse

La vecchia cattedrale di San Massimo, divenuta un sito archeologico, si trova nella frazione di Bagno nel contado Civita di Bagno - Forcona. Rimane integra l'abside del Duecento con dentellature, le mura perimetrali, le colonne delle tre navate, le quali sono state recuperate nel VII secolo dalla città romana di Amiternum. Inoltre ci sono pervenute anche la torre campanaria quadrata con dentellature sul tetto con copertura lignea a capanna e le rovine del portico gotico interno con arcate a tutto sesto. Dopo il sisma del 2009 il lato superiore del campanile ha ceduto e il sito è rimasto apparentemente abbandonato.